# Tournan-en-Brie
Tournan-en-Brie é uma comuna francesa localizada na região administrativa da Île-de-France, no departamento Sena e Marne. A comuna possui 8 630 habitantes segundo o censo de 2014.